# ITF Evansville
Das ITF Evansville ist ein Tennisturnier der ITF Women’s World Tennis Tour, das in Evansville, Indiana, ausgetragen wird. Veranstaltungsort des Turniers ist der Wesselman Tennis Center.

## Geschichte
Offizielle Namen der Turniere bis heute:
- 2011–2016: Women’s Hospital Classic
- 2017–: The Women’s Hospital Classic

## Siegerliste

### Einzel
| Jahr | Kategorie                                   | Siegerin                                    | Finalgegnerin                               | Ergebnis                                    |
| ---- | ------------------------------------------- | ------------------------------------------- | ------------------------------------------- | ------------------------------------------- |
| 1999 | $10.000                                     | Kristina Kraszewski                         | Lara van Rooyen                             | 6:3, 6:4                                    |
| 2000 | $10.000                                     | Kelly McCain                                | Stephanie Hazlett                           | 6:3, 6:4                                    |
| 2001 | $10.000                                     | Chanelle Scheepers                          | Kristen Schlukebir                          | 6:1, 6:3                                    |
| 2002 | $10.000                                     | Shadisha Robinson                           | Deanna Roberts                              | 6:4, 7:5                                    |
| 2003 | $10.000                                     | Stephanie Hazlett                           | Neyssa Etienne                              | 6:4, 6:3                                    |
| 2004 | $10.000                                     | Nicole Leimbach                             | Anda Perianu                                | 6:3, 6:1                                    |
| 2005 | $10.000                                     | Sarah Taylor                                | Kristi Miller                               | 7:68, 6:1                                   |
| 2006 | $10.000                                     | Audra Cohen                                 | Lauren Albanese                             | 2:6, 6:2, 6:1                               |
| 2007 | $10.000                                     | Kimberly Couts                              | Helena Bešović                              | 7:63, 7:5                                   |
| 2008 | $10.000                                     | Megan Moulton-Levy                          | Emily Webley-Smith                          | 6:3, 6:4                                    |
| 2009 | $10.000                                     | Elizabeth Lumpkin                           | Kaitlyn Christian                           | 6:0, 6:2                                    |
| 2010 | $10.000                                     | Gabriela Paz                                | Chiara Scholl                               | 6:4, 6:0                                    |
| 2011 | $10.000                                     | Elizabeth Ferris                            | Nicole Melichar                             | 6:2, 6:1                                    |
| 2012 | $10.000                                     | Mallory Burdette                            | Duan Yingying                               | 6:1, 6:2                                    |
| 2013 | $10.000                                     | Emina Bektas                                | Brooke Austin                               | 4:6, 6:4, 6:3                               |
| 2014 | $10.000                                     | Tornado Alicia Black                        | Caitlin Whoriskey                           | 6:4, 4:6, 6:2                               |
| 2015 | $10.000                                     | Lauren Herring                              | Andie Daniell                               | 4:6, 6:2, 6:0                               |
| 2016 | $10.000                                     | Kennedy Shaffer                             | Emina Bektas                                | 6:4, 1:6, 6:2                               |
| 2017 | $15.000                                     | Ann Li                                      | Marcela Zacarías                            | 4:6, 6:4, 6:3                               |
| 2018 | $15.000                                     | Elysia Bolton                               | Connie Ma                                   | 6:3, 4:6, 6:3                               |
| 2019 | W25                                         | Grace Min                                   | Deniz Khazaniuk                             | 7:67, 4:6, 7:5                              |
| 2020 | Aufgrund der COVID-19-Pandemie ausgefallen. | Aufgrund der COVID-19-Pandemie ausgefallen. | Aufgrund der COVID-19-Pandemie ausgefallen. | Aufgrund der COVID-19-Pandemie ausgefallen. |
| 2021 | W25                                         | Rebecca Marino                              | Mayo Hibi                                   | 6:3, 3:6, 6:0                               |
| 2022 | W60                                         | Ashlyn Krueger                              | Sachia Vickery                              | 6:3, 7:5                                    |
| 2023 | W60                                         | Karman Thandi                               | Julija Starodubzewa                         | 7:5, 4:6, 6:1                               |
| 2024 | W75                                         | Sophie Chang                                | Mary Stoiana                                | 4:6, 7:65, 6:3                              |

### Doppel
| Jahr | Kategorie                                   | Siegerinnen                                 | Finalgegnerinnen                            | Ergebnis                                    |
| ---- | ------------------------------------------- | ------------------------------------------- | ------------------------------------------- | ------------------------------------------- |
| 1999 | $10.000                                     | Amanda Johnson Andrea Nathan                | Amanda Augustus Elizabeth Schmidt           | 6:4, 3:6, 6:3                               |
| 2000 | $10.000                                     | Tomoe Hotta Ryoko Takemura                  | Rika Fujiwara Anne Plessinger               | 6:4, 6:1                                    |
| 2001 | $10.000                                     | Vilmarie Castellvi Alison Ojeda             | Anca Anastasiu Lara van Rooyen              | 6:2, 6:3                                    |
| 2002 | $10.000                                     | Kim Jin-hee Aiko Nakamura                   | Gabrielle Baker Deanna Roberts              | 6:4, 6:0                                    |
| 2003 | $10.000                                     | Tamara Encina Alison Ojeda                  | Stephanie Hazlett Julia Scaringe            | 4:6, 6:4, 6:3                               |
| 2004 | $10.000                                     | Kelly Schmandt Aleke Tsoubanos              | Haidy El Tabakh Vania King                  | 6:4, 6:4                                    |
| 2005 | $10.000                                     | Wynne Prakusya Romana Tedjakusuma           | Kristi Miller Christian Tara                | 6:0, 6:1                                    |
| 2006 | $10.000                                     | Beau Jones Tiya Rolle                       | Alexandra McGoodwin Stephanie Roy           | 6:3, 7:63                                   |
| 2007 | $10.000                                     | Jenna Long Anna Lubinsky                    | Helena Bešović Nina Munch-Søgaard           | 6:1, 3:6, 6:2                               |
| 2008 | $10.000                                     | Rebecca Marino Ellah Nze                    | Courtney Dolehide Kirsten Flower            | 7:5, 6:3                                    |
| 2009 | $10.000                                     | Maria Sanchez Yasmin Schnack                | Kaitlyn Christian Lindsey Nelson            | 4:6, 6:1, [10:4]                            |
| 2010 | $10.000                                     | Brynn Boren Sabrina Santamaria              | Anastassija Chartschenko Gabriela Paz       | 6:3, 6:4                                    |
| 2011 | $10.000                                     | Brynn Boren Sabrina Santamaria              | Nadia Echeverría Alam Elizabeth Ferris      | 6:4, 4:6, [11:9]                            |
| 2012 | $10.000                                     | Duan Yingying Xu Yifan                      | Mallory Burdette Natalie Pluskota           | 6:2, 6:3                                    |
| 2013 | $10.000                                     | Emina Bektas Brooke Bolender                | Denise Muresan Jacqueline Wu                | 6:4, 6:4                                    |
| 2014 | $10.000                                     | Brooke Austin Natalie Pluskota              | Catherine Harrison Mary Weatherholt         | 6:4, 3:6, [11:9]                            |
| 2015 | $10.000                                     | Nicha Lertpitaksinchai Peangtarn Plipuech   | Lauren Herring Kennedy Shaffer              | 6:2, 6:3                                    |
| 2016 | $10.000                                     | Sophie Chang Alexandra Mueller              | Brynn Boren Keri Wong                       | 6:1, 6:4                                    |
| 2017 | $15.000                                     | Lorraine Guillermo Madeleine Kobelt         | Alice Garcia Lauren Proctor                 | 6:0, 6:3                                    |
| 2018 | $15.000                                     | Connie Ma Gianna Pielet                     | Meghan Kelley Bianca Moldovan               | 6:3, 7:5                                    |
| 2019 | W25                                         | Hsu Chieh-yu Chanel Simmonds                | Haruna Arakawa Pamela Montez                | 6:2, 6:0                                    |
| 2020 | Aufgrund der COVID-19-Pandemie ausgefallen. | Aufgrund der COVID-19-Pandemie ausgefallen. | Aufgrund der COVID-19-Pandemie ausgefallen. | Aufgrund der COVID-19-Pandemie ausgefallen. |
| 2021 | W25                                         | Kylie Collins Robin Montgomery              | Lauren Proctor Anna Ulyashchenko            | 5:7, 6:3, [10:2]                            |
| 2022 | W60                                         | Kolie Allen Ava Markham                     | Kylie Collins Ashlyn Krueger                | 3:6, 6:1, [10:3]                            |
| 2023 | W60                                         | Marija Kononowa Weronika Miroschnitschenko  | Mccartney Kessler Julija Starodubzewa       | 6:2, 6:0                                    |
| 2024 | W75                                         | Alicia Herrero Liñana Melany Krywoj         | Hiroko Kuwata Sahaja Yamalapalli            | 6:3, 2:6, [10:8]                            |

## Quelle
- ITF Homepage